# Dom Bosco
Dom Bosco este un oraș în Minas Gerais (MG), Brazilia.